# Gunnar Bergström (etolog)
L. Gunnar W. Bergström, född den 6 juli 1935, är en svensk professor emeritus i etologisk kemi.
Bergström disputerade 1973 vid Göteborgs universitet och blev samma år docent i biokemi. Hans forskning har inriktats på de kemiska signalerna mellan organismer, särskilt hos insekter och växter. År 1983 fick Göteborgs universitet en institution för kemisk ekologi där Bergström erhöll en professur inom etologisk kemi via naturvetenskapliga forskningsrådet. Han kallades år 1985 till ledamot av Kungliga Vetenskaps- och Vitterhets-Samhället i Göteborg och år 1994 till ledamot av Kungliga Vetenskapsakademien i dess klass för biologiska vetenskaper. År 2005 kallades han till utländsk ledamot av Finska Vetenskaps-Societeten.
Bergströms vetenskapliga publicering är framförallt inom områdena etologisk kemi och kemisk ekologi, och har (2025) enligt Scopus över 5 000 citeringar och ett h-index på 42.

## Utmärkelser
- 1978 – Letterstedtska priset för särskilt maktpåliggande vetenskapliga undersökningar ”för hans gaskromatografiska studier av insektsferomoner”.[8]
- 1985–1986 – president i "International Society of Chemical Ecology"[2][7]

### Fotnoter
1. ↑  Bergström, Gunnar (1973) (på engelska). Chemistry of behaviour-releasing olfactory signals in aculeate Hymenoptera. Acta Universitatis Gothoburgensis, 0346-7740Abstracts of Gothenburg dissertations in science, 0065-0439 ; 34. Göteborg. Libris 78241
2. 1 2  Margareta Artsman (6 juli 1985). ”Dagens jubilar - forskar om signalerna”. Svenska Dagbladet. https://www.svd.se/arkiv/1985-07-06/16/SVD.
3. ↑  ”Kungl. Vetenskaps- och Vitterhets-Samhället i Göteborg (KVVS) | Ledamöter”. https://kvvs.se/ledamoter/. Läst 20 oktober 2020.
4. ↑  ”Sex nya medlemmar i Vetenskapsakademien”. Svenska Dagbladet. 1 mars 1994. https://www.svd.se/arkiv/1994-03-01/19/SVD.
5. ↑  ”Utländska ledamöter”. Finska Vetenskaps-Societeten. Arkiverad från originalet den 21 oktober 2020. https://web.archive.org/web/20201021083413/https://scientiarum.fi/wp-content/uploads/2020/05/Utl%C3%A4ndska-ledam%C3%B6ter.pdf. Läst 20 oktober 2020.
6. ↑  ”Author profile - Bergström, Gunnar”. Scopus, Elsevier. https://www.svd.se/arkiv/1994-03-01/19/SVD. Läst 23 maj 2025.
7. 1 2  ”Vem är det 2001 - Gunnar Bergström”. Vem är det: Svensk biografisk handbok - 2001. 2001. https://runeberg.org/vemardet/2001/0119.html. Läst 23 maj 2025.
8. ↑  ”Letterstedtska priset för särskilt maktpåliggande vetenskapliga undersökningar - Gunnar Bergström - 1978”. Kungl. Vetenskapsakademien. https://www.kva.se/priser/ovriga-priser/letterstedtska-priset-for-sarskilt-maktpaliggande-vetenskapliga-undersokningar/. Läst 23 maj 2025.